# P4
P4 Spółka z o.o. – operator sieci Play oraz w latach 2020-2023 właściciel UPC Polska, operatora telewizji cyfrowej oraz internetu.

## Historia
Spółka wcześniej znana jako Netia Mobile, zmieniła nazwę na P4 z dniem 13 października 2005 roku.
Planowane na koniec 2006 r. rozpoczęcie działalności operacyjnej zostało przesunięte na pierwszy kwartał 2007 r. Powodem były problemy w otrzymaniu dostatecznej liczby pozwoleń na budowę stacji bazowych. W 2006 spółka posiadała 36 pozwoleń zamiast planowanych ok. 600 własnych stacji bazowych niezbędnych do uruchomienia sieci. W związku z tym operator złożył wniosek do Prezesa UKE o przedłużenie terminu wypełnienia zobowiązań przetargowych.
31 stycznia 2007 P4 przejęła spółkę „Germanos Polska” z siecią niemal 300 punktów sprzedaży w całym kraju.
22 lutego 2008 roku Netia zawarła umowę sprzedaży 23,4% udziałów w P4 na rzecz Tollerton Investments Limited i Novator Telecom Poland S.a.r.l. za 130 mln euro. Tym samym wycofała się z inwestycji w tego operatora komórkowego. W rezultacie negocjacji, Netia SA, Tollerton i Novator podpisały wiążącą umowę, na mocy której spółka zależna Netia UMTS S.K.A. (wcześniej Netia Mobile) zgodziła się sprzedać 1605 udziałów w P4 na rzecz Tollerton (stanowiły 3% udziałów w kapitale zakładowym P4) i 10 914 udziałów w P4 na rzecz Novator (20,4%).
W październiku 2013 liczba aktywnych kart SIM w Play przekroczyła 10 milionów, z czego 44% należy do właścicieli abonamentów.
P4 zostało kupione przez operatora francuskiego iliad w 2020 roku. Rok później P4 podpisało z Liberty Global umowę nabycia 100% udziałów spółki UPC Polska. 31 sierpnia 2023 nastąpiło prawne połączenie spółek P4 i UPC Polska poprzez wpisanie do Krajowego Rejestru Sądowego (KRS) P4 w miejsce UPC Polska. Tym samym UPC Polska formalnie zakończyła działalność.

## Marki
- Play
- Play fresh
- Play 24
- Virgin Mobile
- UPC Polska (nie istnieje, fuzja z P4 w 2023)

## Baza techniczna
Jako dostawcę infrastruktury do budowy sieci UMTS P4 wybrało Huawei. W ramach kontraktu Huawei zobowiązało się dostarczyć kompletne rozwiązania typu „end-to-end” dla sieci UMTS, oparte na technologii HSDPA, obejmujące system stacji bazowych UMTS, sieć szkieletową, inteligentną sieć mobilną 3G, platformę serwisową danych mobilnych 3G i telefony komórkowe 3G. Cała sieć UMTS oparta jest na specyfikacji 3GPP w wersji R4, a sieć szkieletowa – na architekturze systemów komutacji typu Softswitch.
P4 poinformował, iż wybrał przedsiębiorstwo Comverse na swojego partnera w zakresie dostaw kompleksowych usług telekomunikacyjnych.
Na dzień 9 grudnia 2008 P4 posiadała 2370 koncesji na wykorzystanie częstotliwości UMTS.

## Udziałowcy
W dniu 24 maja 2016 roku dokonano wpisu do rejestru KRS, z którego wynika, że spółka Play Holdings 2 S.Á.R.L. zarejestrowana w Luksemburgu posiadająca 97 713 udziałów o łącznej wartości 48 856 500 zł, stała się właścicielem całości udziałów w spółce P4 Sp. z o.o. Blisko połowę udziałów w spółce posiada Thor Bjorgolfsson, który jest jednym z najbogatszych Islandczyków. Bjorgolfsson kontroluje spółkę razem z Panosem Germanosem.
6 września 2016 roku spółka P4 poinformowała o zamiarze sprzedaży 100% udziałów jednak 6 października 2016 r. transakcja została zawieszona ze względu na brak satysfakcjonujących ofert.
W 2020 roku Iliad, francuski operator sieci komórkowej, stał się nowym właścicielem P4.

## Zarząd
- Ken Campbell - Prezes Zarządu Play
- Michał Ziółkowski  - Dyrektor Pionu Technologii, członek zarządu
- Mikkel Noesgaard - Dyrektor Pionu Marketingu, członek zarządu
- Beata Zborowska - Dyrektorka Pionu Finansowego, członkini zarządu
- Ewa Zmysłowska - Dyrektorka Pionu HR, członkini zarządu